# Nicaragua op de Olympische Zomerspelen 1968
Nicaragua debuteerde op de Olympische Spelen tijdens de Olympische Zomerspelen 1968 in Mexico-Stad, Mexico. Het land vaardigde 11 mannelijke atleten af, die echter geen van allen een medaille wisten te winnen.

## Resultaten en deelnemers

### Atletiek
| Olympiër           | Discipline            | Resultaat | Prestatie                             |
| ------------------ | --------------------- | --------- | ------------------------------------- |
| Juan Argüello      | 100m (m)              | 63e       | serie 9: 8ste in 11,18                |
| Juan Argüello      | 200m (m)              | 47e       | serie 4: 7de in 22,80                 |
| Francisco Menocal  | 400m (m)              | 52e       | serie 3: 7de in 49,14                 |
| Francisco Menocal  | 800m (m)              | 41e       | serie 5: 8ste in 1.58,9               |
| José Esteban Valle | 20km snelwandelen (m) | DNF       | niet gefinisht                        |
| Carlos Vanegas     | 20km snelwandelen (m) | DNF       | niet gefinisht                        |
| Carlos Vanegas     | 50km snelwandelen (m) | DNS       | niet gestart                          |
| Don Vélez          | verspringen (m)       | 32e       | kwalificatie groep B: 17de met 6,63m  |
| Rolando Mendoza    | kogelstoten (m)       | 18e       | kwalificatie groep B: 8ste met 13,33m |
| Rolando Mendoza    | discuswerpen (m)      | 26e       | kwalificatie groep B: 12de met 39,62m |
| Don Vélez          | speerwerpen (m)       | 26e       | kwalificatie groep B: 12de met 61,32m |
| Gustavo Moralesz   | kogelslingeren (m)    | 21e       | kwalificatie groep B: 10de met 45,75m |
| Don Vélez          | tienkamp (m)          | 19e       | 5943 punten                           |

### Boksen
| Olympiër         | Discipline | Resultaat | Prestatie                                           |
| ---------------- | ---------- | --------- | --------------------------------------------------- |
| Hermes Silva     | -54kg (m)  | 33e       | 1ste ronde: V van JAM Campbell: 0-5                 |
| Mario Santamaria | -57kg (m)  | 17e       | 1ste ronde: V van ROU Simion: 0-5                   |
| Alfonso Molina   | -60kg (m)  | 17e       | 1ste ronde: vrij 2de ronde: V van TUN Landhili: 0-5 |

### Gewichtheffen
| Olympiër     | Discipline | Resultaat | Prestatie                                                                               |
| ------------ | ---------- | --------- | --------------------------------------------------------------------------------------- |
| Carlos Pérez | -60kg (m)  | 19e       | drukken: 20ste met 90kg trekken: 19de met 90kg stoten: 19de met 122,5kg totaal: 302,5kg |

Afghanistan · Algerije · Amerikaanse Maagdeneilanden · Argentinië · Australië · Bahama's · Barbados · België · Bermuda · Birma · Bolivia · Bondsrepubliek Duitsland · Brazilië · Brits-Honduras · Bulgarije · Canada · Centraal-Afrikaanse Republiek · Ceylon · Chili · Colombia · Congo-Kinshasa · Costa Rica · Cuba · Denemarken · Dominicaanse Republiek · Duitse Democratische Republiek · Ecuador · El Salvador · Ethiopië · Fiji · Filipijnen · Finland · Frankrijk · Ghana · Griekenland · Groot-Brittannië · Guatemala · Guinee · Guyana · Honduras · Hongarije · Hongkong · Ierland · IJsland · India · Indonesië · Irak · Iran · Israël · Italië · Ivoorkust · Jamaica · Japan · Joegoslavië · Kameroen · Kenia · Koeweit · Libanon · Libië · Liechtenstein · Luxemburg · Madagaskar · Maleisië · Mali · Malta · Marokko · Mexico · Monaco · Mongolië · Nederland · Nederlandse Antillen · Nicaragua · Nieuw-Zeeland · Niger · Nigeria · Noorwegen · Oeganda · Oostenrijk · Pakistan · Panama · Paraguay · Peru · Polen · Portugal · Puerto Rico · Roemenië · San Marino · Senegal · Sierra Leone · Singapore · Soedan · Sovjet-Unie · Spanje · Suriname · Syrië · Taiwan · Tanzania · Thailand · Trinidad en Tobago · Tunesië · Turkije · Tsjaad · Tsjecho-Slowakije · Uruguay · Venezuela · Verenigde Arabische Republiek · Verenigde Staten · Vietnam · Zambia · Zuid-Korea · Zweden · Zwitserland